# Novosibirska oblast
Novosibirska Oblast (rus. Новосиби́рская о́бласть, Novosibirskaja oblast) je federalni subjekt Rusije (oblast). Upravno središte je grad Novosibirsk.
Novosibirska oblast (površina: 178 200 km²; 2 692 251 stanovnika prema popisu iz 2002. godine) smještena je na jugoistoku Zapadnosibirske ravnice, na podnožju niske visoravni Salair, između rijeka Ob i Irtiš. Novosibirska oblast graniči s Omskom oblasti (zapad), Tomskom oblasti (sjever) i Kemerovskom oblasti (istok). Na jugu i jugozapadu graniči s Altajskim krajem i Kazahstanom. Teritorija oblasti se pruža više od 600 km od zapada na istok i preko 400 km od sjevera na jug. Novosibirska oblast je uglavnom ravničarska; na jugu prevlavaju stepe; na sjeveru prevladavaju ogromne šume s velikim brojem močvara. Postoje mnoga jezera, s najvećima na jugu. Većina rijeka pripada porječju Oba, uglavnom pritokama jezera. Najveća jezera su Čani, Sartlan i Ubinskoje.

## Vanjske poveznice
- (rus.) Službene stranice  Arhivirana inačica izvorne stranice od 12. siječnja 2008. (Wayback Machine)